# トム・イゾー
トム・イゾー (Tom Izzo(発音: [ˈɪzoʊ]; , 1955年1月30日 - ）は、アメリカ合衆国ミシガン州アイアンマウンテン出身のバスケットボール指導者でミシガン州立大学男子バスケットボールチームヘッドコーチ。2000年にNCAAトーナメント優勝、ファイナル4進出6回、ビッグ・テン・カンファレンス優勝7回の成績をあげている。米国大学バスケットボールの名将の一人として知られ、自身の率いるミシガン州立大学スパルタンズを過去15シーズン連続でNCAAトーナメントに出場させている。

## 来歴
ミシガン州のアッパー半島にあるアイアンマウンテンで育った。NFLのヘッドコーチにもなったスティーブ・マリウッチと彼は高校時代アメリカンフットボール、バスケットボール、陸上競技でチームメートだった。ミシガン州マーケットにある北ミシガン大学に進学、1973年から1977年までガードとしてプレーした。4年次には大学記録となる出場時間を記録、ディビジョンIIのオールアメリカンに選ばれた。
大学を卒業してから1年間は高校のヘッドコーチを務めた。1979年に北ミシガン大学のアシスタントコーチに就任、1983年まで務めた。同年9月ミシガン州立大学のアシスタントコーチに就任、1986年に短期間タルサ大学のアシスタントコーチを務めたのち、アシスタントコーチのマイク・ディーンがシエナカレッジのヘッドコーチに就任した代わりにミシガン州立大学に復帰した。ジャド・ヒースコートヘッドコーチが引退したのち、1995年にミシガン州立大学ヘッドコーチに就任した。
現在ビッグ・テン・カンファレンスで最も長く務めているヘッドコーチとなっている。2009年11月29日、341勝目をあげてヒースコートが持っていた大学記録を更新した。
最初の2年間は9勝9敗でカンファレンス6位、7位に終わりNCAAトーナメント出場はならなかった。
1998年13勝3敗でビッグ・テン・カンファレンス優勝、NCAAトーナメント15年連続出場が始まった。これは現在ディビジョンIのチームとして3番目に長い記録となっている。この間、35勝をあげており、彼以上に勝利しているのはロイ・ウィリアムズ（38勝）、マイク・シャシェフスキー（39勝）しかいない。1999年から2001年まで3シーズン連続でNCAAトーナメントファイナル4に進出したが、これは1985年にトーナメント出場校が64に増えて以来、彼以外にシャシェフスキー、ベンハウランドしか達成していない記録である。トーナメントにおける成績は35勝13敗で、10試合以上戦った現役のヘッドコーチの中では第3位の勝率72.9%をあげている。同州のライバルミシガン大学には19勝11敗（ただしミシガン大学のスキャンダルにより5敗が公式記録からは取り消されている。）
2000年、決勝でフロリダ大学を89-76で破り全米チャンピオンとなった。ここ10年ほど、NBAのアトランタ・ホークス、ニュージャージー・ネッツ、トロント・ラプターズ、シカゴ・ブルズ、クリーブランド・キャバリアーズ、ニュージャージー・ネッツのヘッドコーチ候補として名前があがった。2009年にはトーナメント決勝でノースカロライナ大学に敗れて2度目の優勝はならなかった。
2010年6月、にもクリーブランド・キャバリアーズのヘッドコーチ候補として名前があがった。レブロン・ジェームズをコーチする機会に彼は悩んだが"Spartan for life" の決意と共に、1週間後にミシガン州立大学のヘッドコーチを続けることを明らかにした。